# Glukossirap

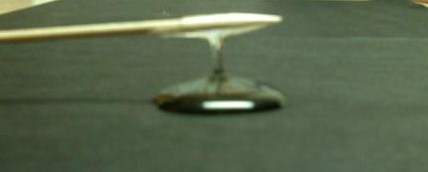
Glukossirap på en svart yta

Glukossirap eller majssirap (äldre benämning stärkelsesirap) är en trögflytande sockerlösning som framställs ur majsstärkelse, ris, vete, potatis eller annan stärkelserik råvara. Glukossirap består av olika sackarider (sockerarter), främst glukos och maltos; sammansättningen beror på framställningssättet. Glukossirap används i livsmedel bland annat för att öka förmågan att binda vatten och förhindra bildandet av kristaller av sackaros (strösocker). 
Ett vanligt handelsnamn på glukossirap är Glykos. 